# Изкуствена муха
Изкуствена муха вид изкуствена примамка имитация на летящо насекомо.

## Видове
- сухи – движат се в горния слой на водата.
- мокри /удавени/ движат се в средните слоеве на водата.

Масово разпространение са получили при лов на пъстърва /класика/, речен кефал (клен), уклей